# Hans-Joachim Mengel
Hans-Joachim Mengel (* 1947) ist ein deutscher Jurist und Politikwissenschaftler. Er ist Professor für Politikwissenschaft am Otto-Suhr-Institut der Freien Universität Berlin.

## Leben

### Wissenschaftliche Laufbahn
Mengels juristischer Schwerpunkt liegt auf dem Gebiet der Staatsrechtslehre. Als Politologe betätigt er sich vor allem in den Bereichen Innenpolitik und Systemvergleich.
Nach seinen juristischen Staatsexamina, den Promotionen in beiden Disziplinen (Dr. iur. und Dr. sc. pol. (Sorbonne)) und seiner Habilitation führte ihn seine wissenschaftliche Laufbahn unter anderem nach Yale, als Kennedy Fellow nach Harvard und als Fellow an das Queens College der Cambridge University.
Während des Prozesses der Deutschen Wiedervereinigung plädierte Mengel für einen gleichberechtigten Zusammenschluss der beiden deutschen Staaten und eine neue gesamtdeutsche Verfassung, über die durch einen Volksentscheid abgestimmt werden sollte. Dazu legte er gemeinsam mit Leipziger Völkerrechtlern einen entsprechenden Vertragsentwurf vor, der sich allerdings nicht durchsetzen konnte.
Mengels wissenschaftliche Arbeit ist geprägt von seinem Engagement für demokratische Entscheidungsprozesse und den Schutz von Bürgerrechten.
Seit 2007 leitet er das Center for the Study of Discrimination based on sexual Orientation (CSDSO) an der FU Berlin.

### Politisches Engagement
Mengel gründete die Bürgerinitiative „Rettet die Uckermark“ gegen die Etablierung von Windkraftanlagen in der von industriell betriebener Landwirtschaft geprägten strukturschwachen Gegend. Der Bau von Windkraftanlagen sei für ihn die „schlimmste Verheerung seit dem Dreißigjährigen Krieg“. Der Bürgerinitiative erhielt 2003 11 % der Stimmen und zog mit fünf Abgeordneten als Fraktion in den uckermärkischen Kreistag ein. Mengel fungierte dabei als Fraktionsvorsitzender. Dieses Engagement führte dazu, dass ihm die SPD nach 37-jähriger Mitgliedschaft den Parteiausschluss androhte, was Mengel zum aktiven Austritt bewegte. Bei den Wahlen 2008 erhielt die Initiative etwa 7 %.
Im Rahmen seines Engagements für die Bürgerinitiative kandidierte Mengel 2004 im Wahlkreis Uckermark I außerdem als Einzelbewerber für die Landtagswahl in Brandenburg und erhielt 18,8 % der Erststimmen, verfehlte aber das Direktmandat.
Im August 2012 wurde bekannt, dass Mengel dem Windparkbetreiber Enertrag erlaubt hatte, Windkraftanlagen auf einem Grundstück Mengels zu errichten. Mengel erhält dafür laut eigenen Angaben pro Jahr ca. 40.000 Euro Pacht. Seine Wende erklärte er folgendermaßen: „Wenn der Leithammel erkennt, dass das Ziel nicht mehr erreichbar ist, muss man sich überlegen, das zu beenden.“ Wenn er schon den Kampf gegen den Windpark verloren habe, so wolle er wenigstens den finanziellen Nutzen aus der Windkraft haben. Deswegen habe er Enertrag sein Grundstück angeboten. Enertrag hatte zuvor bei seinen Windparkplanungen laut Angaben des Berliner Kuriers Mengels Grundstück ausgespart, um Mengel nicht zu provozieren. „Die Hälfte der anderen Verpächter sitzt im Westen“, erklärte Mengel. „Wenn ich den Vertrag nicht unterschrieben hätte, dann hätten wir 20 Windräder vor der Tür und sonst nichts.“ Nun bekomme er dafür wenigstens eine Entschädigung. Für diese Haltung wurde Mengel in seiner eigenen Fraktion heftig kritisiert; er legte daraufhin sein Mandat im Kreistag nieder, nach eigenen Angaben aus gesundheitlichen Gründen.
Mengel ist ehrenamtlicher Vorsitzender des Vereins „Europäische Akademie“ und Kuratoriumsvorsitzender der Stiftung „Collegium Wartinum“. Er engagiert sich für den Erhalt des Herrenhauses Schloss Wartin und für dessen Nutzung im Geiste eines angelsächsischen Colleges als kulturelles, künstlerisches und wissenschaftliches Zentrum in der Uckermark. Er ist auch ehrenamtlicher Bürgermeister des Ortes Wartin gewesen.

## Veröffentlichungen
- Bundeswirtschafts- und Sozialrat als Beitrag zur Parlamentsreform. Eine verfassungsvergleichende Untersuchung mit Blick auf den Conseil Economique et Social der V. Republik Frankreichs. Marburg 1975 (Dissertation)
- Internationale Organisationen und transnationaler Datenschutz. Berlin 1984, ISBN 3-88840-220-4
- Gesetzgebung und Verfahren. Ein Beitrag zur Empirie und Theorie des Gesetzgebungsprozesses im föderalen Verfassungsstaat. Berlin 1997, ISBN 3-428-08022-X